# Fearn Airfield

i7
i11
i13
Fearn Airfield ist ein ehemaliger Militärflugplatz in der schottischen Region Highland. Er liegt etwa in der Mitte zwischen den Ortschaften Balintore und Hill of Fearn und rund neun Kilometer südöstlich von Tain.

## Geschichte
1940 begann die britische Luftwaffe mit dem Bau des Flugplatzes, den sie als Nebenplatz des Militärflugplatzes Tain nutzen wollte. 1941 wurde er als RAF Fearn in Betrieb genommen. Da der Fleet Air Arm der britischen Marine den Flugplatz Tain ebenfalls, für Trainingsflüge, nutzte, dieser aber zunehmend an die Grenzen seiner Kapazität stieß, wurde beschlossen, Fearn den Marinefliegern zu übertragen. Im Sommer 1942 wurde er übergeben. Aufgrund der Tradition der britischen Marine, ihre an Land gelegenen Einrichtung namentlich ebenfalls als Schiff zu bezeichnen, wurde er ab da unter der Bezeichnung HMS Owl geführt. Der Flughafen wurde umgehend durch eine größere Zahl weiterer Baulichkeiten ergänzt, unter anderem wurde das bis dahin bestehende einstöckige Beobachtungs- und Kontrollgebäude durch einen vierstöckigen Tower ersetzt.
Die erste Einheit, die den Flughafen nutzte, war die No. 825 Squadron, ausgerüstet mit Maschinen des Modells Swordfish. In der Folge wurden fast ausschließlich Trainingsflüge, darunter auch für neu aufgestellte Einheiten, durchgeführt. Eingesetzt wurden vornehmlich Maschinen vom neuentwickelten Typ Barracuda, geübt wurde insbesondere der Einsatz als Torpedobomber.
Nach dem Ende des Zweiten Weltkrieges wurde der Flugplatz 1946 geschlossen, aber noch bis Anfang der 1950er Jahre als Ausweichlandeplatz für den Militärflugplatz Dalcross, aus dem später der heutige Flughafen Inverness wurde, vorgehalten. Bis 1957 blieb er dem Luftfahrtministerium unterstellt, anschließend wurde er an private Grundeigentümer veräußert. 1974 erwarb die Cromarty Firth Development Company das Gelände, um darauf einen zivilen Flugplatz zu errichten. Dieser Cromarty Firth Airport sollte von Loganair bedient werden und von der wirtschaftlichen Aufwärtsentwicklung des wenig südlich gelegenen Ortes Nigg profitieren. Dort wurden seinerzeit in größerem Umfang Erdölplattformen montiert, heute sind es Windkraftanlagen. Umgesetzt wurde das Vorhaben nicht.

## Beschreibung

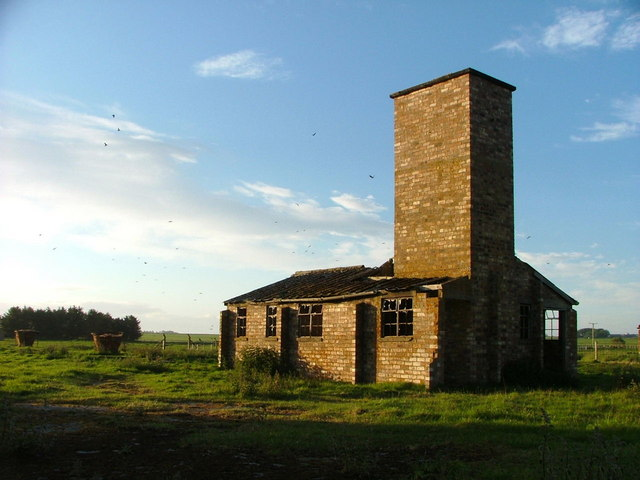
Loans of Tullich, Waschräume

Die Anlage besaß drei Landebahnen, die um rund 60° versetzt waren und sich alle drei schnitten. Die Bahnen endeten zu beiden Seiten an einer Ringstraße, innerhalb derer sich ansonsten nur noch der im Osten gelegene Tower mit wenigen Nebengebäuden befand. Außerhalb der Ringstraße standen etliche Gebäude, darunter Hangars und Schutzbunker, verteilt. Der Zugang lag im Osten, dort befanden sich auch weitere technische Einrichtungen.
Zum Stützpunkt gehörten zwei weitere, getrennt gelegene Komplexe. Der eine lag etwa einen Kilometer nach Osten im Bereich der Balintore Farm, er diente vorwiegend als Unterkunft für die Soldaten. Der andere, einen Kilometer nach Nordosten, auf der Fläche der Loans of Tullich, teilweise auch als The Wrennery bezeichnet, umfasste neben weiteren Unterkünften unter anderem das Offizierskasino, ein Krankenhaus, ein Kino sowie ein Gebäude zur Dekontamination für den Fall eines Angriffes mit Giftgas.

## Heutiger Zustand

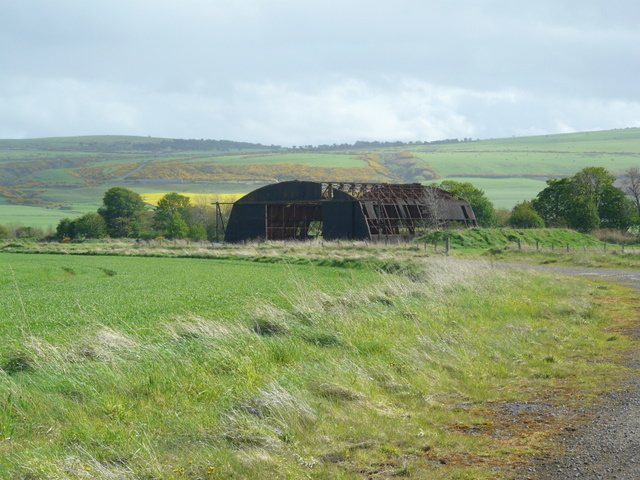
Verfallener Hangar und Ringstraße, im Inneren ein Getreidefeld

Die Landebahnen sind heute noch vorhanden, mangels Wartung aber nicht mehr für einen regulären Flugbetrieb zu gebrauchen. Lediglich die in nordwest-südöstlicher Richtung verlaufende Bahn wurde notdürftig in Schuss gehalten, um sie bei Notfällen sowie für Touch-and-Go-Manöver bei Trainingsflügen nutzen zu können, die beiden anderen werden hauptsächlich als Lagerfläche für die Landwirtschaft verwendet. In weiten Teilen des Innenbereiches werden Feldfrüchte angebaut. Die Gebäude außerhalb des Ringes, ebenso wie auf den beiden externen Flächen, sind teilweise verschwunden, teilweise im Verfall begriffen, einige werden als Unterstand für die Landwirtschaft, privat oder für Kleingewerbe genutzt. Das Gesamtgelände ist unter dem Namen Fearn Drome als Gewerbegebiet ausgewiesen. Der Tower, der seit 2000 als Listed Building der Kategorie C unter Denkmalschutz steht, war noch Anfang der 2010er Jahre in einem ruinösen Zustand, wurde dann aber von einem Ehepaar erworben, das ihn renovierte und zu einem Wohnhaus umbaute.
Im Bereich Loans of Tullich sind ebenfalls noch eine Reihe von Baulichkeiten vorhanden, teilweise als Ruine, teilweise genutzt, aber alle in einem schlechten Zustand. Vom Komplex nahe Balintore Farm ist nur noch ein Gebäude vorhanden, die übrigen sind abgetragen.
Im Jahr 2010 wurde ein Konzept vorgestellt, auf dem Gelände einen Windpark zu errichten. Das Vorhaben mit insgesamt vier Rotoren befindet sich seit 2014 in der Scopingphase.
Quer über das Flughafengelände verläuft die Grenze zwischen zwei Gemeinden, der Südwesten gehört zu Nigg and Shandwick, der Nordosten wie auch die beiden abgetrennt gelegenen Komplexe zu Balintore and Hilton. Im Jahre 2008 wurde unmittelbar südlich der Begrenzung des Flughafengeländes ein privater Start- und Landeplatz namens Easter Airfield eröffnet. Mit dem ehemaligen Militärflughafen hat er nichts zu tun.
2017 wurde auf dem weitläufigen Gelände die Toulvaddie Distillery von Heather Nelson gegründet. Sie ist somit nach 200 Jahren die erste Whisky-Destille, die von einer Frau in Schottland gegründet wurde. Die jährliche Produktion liegt bei 30.000 Litern.